# راسوت (شهرستان داولکانوفسکی، باشقیرستان)
راسوت (انگلیسی: Rassvet, Davlekanovsky District, Republic of Bashkortostan) یک شهرک در شهرستان داولکانوفسکی در استان باشقیرستان کشور روسیه است.